# All the Invisible Children
All the Invisible Children (Todos los niños invisibles en España y Niños de nadie en Hispanoamérica) es una película que reúne 7 diferentes cortos, cada uno centrado en la vida de un niño, todos con distintos equipos de filmación, guion y dirección y estrenada en el año 2005. Algunos de los directores que participan son Emir Kusturica, Spike Lee y Ridley Scott.

## Cortos
- Tanza (dirigido por Mehdi Chafer)
- Blue Gypsy (dirigido por Emir Kusturica)
- Jesus Children of América (dirigido por Spike Lee)
- Bilu & Joao (dirigido por Kátia Lund)
- Jonathan (dirigido por Jordan y Ridley Scott)
- Ciro (dirigido por Stefano Veneruso)
- Song Song and Little Cat (dirigido por John Woo)

## Argumento
- Ficha técnica:
- Título original: Blue Gipsy.
- País: Alemania.
- Año: 2005 en Italia, 2007 en Francia
- Duración: 10 minutos.
- Dirección de Fotografía: Milorad Glušica & Michel Amathieu
- Música: No Smoking Orchestra.
- Lengua: serbia.

## Intérpretes
- Uroš Milovanović:  Uroš
- Dragan Zurovac: el guardián
- Vladan Milojević: el conductor
- Advokat Goran R. Vracar: el padre
- Mihona Vasić: la madre
- Mita Belić: Mita
- Dalibor Milenković: Samir
- Miroslav Cvetković: Sima
- Peter Simić: el tuerto.

Emir kusturica con alguno de sus actores.

## Sinopsis
Tras un prólogo de humor negro, característico de Kusturica, en el que chocan dos  comitivas, una que acompaña a un muerto y otra a una novia, las cámaras saltan las tapias del correccional para relatarnos la historia de Uros, un niño que ha cumplido tres años de privación de libertad para pagar sus cuentas con la sociedad por la comisión de 550 pequeños delitos, va a salir ala calle, mucho más inhóspita e insegura bajo la patria potestad de unos progenitores que abusan de ellos y los tratan peor que en el reformatorio. Algunos buscarán la forma de volver a él.

## Comentario
Blue Gypsy forma parte de un proyecto más amplio, 'All the invisible children', en el que participaron, entre otros, Ridley Scott y John Woo, para recordarnos las condiciones en las que vienen al mundo millones de niños. Kusturica cree que sólo en este estadio de pobreza la gente es capaz de acumular buenos sentimientos, a pesar de que no esconde el origen de las ganancias con las que garantizan su sustento. El protagonista de este relato breve, antes de volver a su encierro voluntario, se procura una pequeña fortuna para subsistir mejor. El ritmo y  la música frenética de los gitanos de su país, que ya no existe, está de nuevo presente en esta corta producción.